# Dasiops munroi
Dasiops munroi är en tvåvingeart som beskrevs av Mcalpine 1960. Dasiops munroi ingår i släktet Dasiops och familjen stjärtflugor. Inga underarter finns listade i Catalogue of Life.